# Charles Kawalsky
Charles Kawalsky è un personaggio immaginario del film Stargate e della serie TV Stargate SG-1.

## Biografia del personaggio
Charles Kawalsky è un esperto ufficiale dell'Air Force, da anni agli ordini del colonnello Jack O'Neill con cui divide numerose missioni rischiose, come quella nella Germania dell'Est nel 1982 per recuperare un agente sovietico. È uno degli amici personali di O'Neill, con cui spesso gioca a street hockey.
Kawalsky viene assegnato alla prima missione in cui lo Stargate viene attivato, con il grado di tenente, e raggiunge Abydos, sempre sotto il comando di O'Neill. Come molti dei suoi compagni militari, si arrabbia molto con Daniel Jackson perché si scopre che ha mentito sulla possibilità di riattivare lo Stargate per tornare sulla Terra.
In ogni caso, alla fine della missione, i due riallacciano rapporti amichevoli.
Kawalsky, insieme al maggiore Louis Ferretti, unico sopravvissuto alla missione, fa giuramento di segretezza su cosa è accaduto realmente su Abydos durante la prima, riferendo ai superiori che niente è accaduto alla popolazione, e che Daniel Jackson è morto, in modo che nessuno possa tornare sul pianeta per minacciare gli Abydosiani.
L'anno seguente, con il grado di maggiore, Kawalsky viene assegnato ad una squadra per tornare su Abydos e ritrovare Daniel Jackson. Su indicazioni del colonnello O'Neill viene assegnato al comando della squadra SG-2.
Sul pianeta Chulak, dove la sua squadra si reca per aiutare l'SG-1 di O'Neill, viene invaso da un Goa'uld ancora larvale, residente nel marsupio di un jaffa dell'esercito del Signore del Sistema Apophis, quindi non ancora in grado di prendere il controllo sul corpo del maggiore. Pensando di essersi solo ferito, Kawalsky torna all'SGC lamentando solo un'emicrania.
Ma quando il Goa'uld emerge, Kawalsky perde il controllo delle proprie azioni, anche se per breve tempo, e dimentica ciò che il suo simbionte compie. Supplica di essere operato per rimuovere il parassita alieno, ma i medici non sanno come farlo senza mettere in pericolo la sua vita. Alla fine l'intervento è indispensabile, nonostante le obiezioni del colonnello Kennedy, che intende sfruttare il Goa'uld militarmente per accedere alle sue conoscenze.
Apparentemente l'operazione ha successo, in quanto il Goa'uld viene fisicamente rimosso, ma in realtà prende definitivamente il controllo totale del suo corpo. Quando prova a scappare attraverso lo Stargate alla volta di Chulak, Teal'c e Jack O'Neill lo fermano, uccidendolo.
Anni dopo, il Charles Kawalsky di un universo parallelo giunge nell'universo corrente tramite uno specchio quantico insieme alla Samantha Carter del medesimo mondo, in cui la storia si è sviluppata in maniera differente. In tale realtà, infatti, la Terra ha subito un attacco letale da parte di Apophis, in cui O'Neill, marito della Carter, è morto.
Entrambi vengono riaccompagnati al mondo d'origine da O'Neill, Jackson e Teal'c insieme a un codice per contattare gli Asgard, per respingere i Signori del Sistema dei Goa'uld.